# Monique Sené
 (janvier 2023).
Monique Sené, née le 13 février 1936,  est une physicienne nucléaire, directrice de recherches honoraire au CNRS, et cofondatrice du Groupement des scientifiques pour l'information sur l'énergie nucléaire (GSIEN).

## Biographie
Elle fait une carrière au CERN de 1960 à 1997, et participe à la fondation, le 15 décembre 1975, du GSIEN, dont elle est la présidente jusqu'en mars 2021.
De 2008 à 2019, elle est membre du Haut comité pour la transparence et l’information sur la sécurité nucléaire, où elle représente l'association nationale des commissions locales d'informations sur les activités nucléaires (ANCCLI), dont elle est membre du comité scientifique.

## Décorations
- Officière de la Légion d'honneur Elle est promue officière par décret du 3 avril 2015[6]. Elle était chevalière du 3 octobre 1998[7].

## Publications
- Avec Dominique Leglu et Raymond Sené, Les dossiers noirs du nucléaire français, Paris, Presses de la Cité, coll. « D. Document », 2013, 248 p. (ISBN 978-2-258-09406-2 et 2-258-09406-2)
- Avec Andrée Michel et Agnès Bertrand, « La militarisation et les violences à l'égard des femmes », Nouvelles questions féministes, nos 11/12,‎ 1985, p. 9-86
- (Entretien) « Avec la canicule, les centrales nucléaires risquent de ne plus pouvoir produire », sur terraeco.net, 2 juillet 2015 (consulté le 17 octobre 2015)